# Бартелемі Луї Джозеф Шерер
Бартелемі Луї Жозеф Шерер (фр. Barthélemy Louis Joseph Schérer; 18 грудня 1747 — 19 серпня 1804) — французький командир епохи наполеонівських воєн

## Біографія
Родом ельзасець, служив на австрійській та голландській військовій службі.
В 1791 повернувся до Франції, в 1792 отримав звання капітана 82-го піхотного полку і взяв участь у битві при Вальмі ад'ютантом генерала Депре-Крассьє, який командував французьким авангардом.
1793 року служив старшим ад'ютантом генерала Олександра де Богарне на Рейні. 19 грудня 1793 року отримав звання бригадного генерала. 28 січня 1794 - звання дивізійного генерала. Командував республіканцями під час облоги Ле-Кенуа.
В 1794 командував дивізією в Самбро - Мааської армії. 17 - 18 вересня 1794 року, командуючи правим крилом Самбро - Мааської армії розбив австрійський корпус генерала Латура при Спримоні і 2 жовтня, під час битви при Альденховені, при Дюрені.
З 3 листопада 1794 командував Альпійською армією, з 30 травня 1795 по 15 вересня Східно-піренейської армією, з якою 14 червня зазнав поразки від іспанців при Баскарі.
З 31 серпня командував Італійською армією, з якою 24 листопада 1795 року розбив австро-сардинську армію при Лоано . 2 березня 1796 року здав командування армією М.А. Бонапарту.
З 23 липня 1797 по 22 січня 1799 — військовий міністр Директорії. Під час його міністерства указом від 4 вересня 1798 було встановлено обов'язковий призов на військову службу.
З 22 січня 1799 року знову командувач Італійської армії. 26 березня виграв перше зіткнення за Пастренго, але не зміг зупинити російсько-австрійський наступ і 5 квітня зазнав поразки від австрійського генерала Краю в битві при Маньяно. Здав командування генералу Моро. Постав перед комісією з розслідування та був виправданий. У своє виправдання надрукував: "Précis des operations militaires de l'armée d'Italie depuis le 21 ventôse jusqu'au 7 floréal de l'an VII" (П., 1799). Вийшов у відставку.